# Bill Viola
Bill Viola (født 25. januar 1951 i Queens, New York City, død 12. juli 2024) var en amerikansk videokunstner hvis værker har fokus på grundlæggende menneskelige erfaringer, som fødsel, død og aspekter af bevidsthed.
I Danmark har han bl.a. været udstillet på Louisiana Museum of Modern Art, ARoS Aarhus Kunstmuseum og Copenhagen Contemporary.

## Opvækst og uddannelse
Viola voksede op i Queens, New York, og Westbury. På en bjergferie med familien, oplevede han næsten at drukne i en sø, en oplevelse, som han beskriver som "... den smukkeste verden, jeg nogensinde har set i mit liv" og "uden frygt," og "fredfyldt."
Viola blev færdiguddannet fra Syracuse University i 1973 med en Bachelor i Fine Arts. Han studerede Experimental Studios of the College of Visual and Performing Arts, og fulgte her bl.a. det såkaldte Synapse experimental program, som
udviklet sig til CitrusTV.

## Karriere
Viola's første job som færdiguddannet videotekniker var på Everson Museum of Art (en) i Syracuse. I perioden 1973 til 1980 optrådte han bl.a. med komponisten David Tudor i bandet Rainforest (der senere skiftede navn til Composers Inside Electronics). Fra 1974-1976 arbejdede Viola som teknisk leder hos Art/tapes/22 (it), et videoproduktionsselskab i Firenze. Her mødte han videokunstnerne Nam June Paik (en), Bruce Nauman, og Vito Acconci (en). Fra 1976 til 1983 var han huskunstner hos WNET Thirteen Television Laboratory i New York. Han rejste til Salomonøerne og Indonesien i 1976-1977, for her at lave optagelser af traditionelle ritualer og skikke.
I 1983 blev han underviser i Advanced Video på California Institute of the Arts (en) i Californien.
Senere i 2000 blev han valgt til American Academy of Arts and Sciences. I 2002 færdiggjorde han Going Forth By Day, et arbejde bestilt af Deutsche Guggenheim (en), Berlin og Guggenheim Museum, New York.
I 2003 blev The Passions udstillet i Los Angeles, London, Madrid og Canberra.

### Bill Viola Studio
Bill Viola Studio drives af hans kone, Kira Perov, der er administrerende direktør. Hun har arbejdet med Viola siden 1978 og hjælper Viola med hans videobånd og installationer samt dokumentation af hans arbejde. Alle publikationer fra studiet redigeres af Perov.

### Observance
Observance 2002, er et arbejde, der delvis skal fortolkes som en reaktion på Terrorangrebet den 11. september 2001. Kameraet er her placeret i øjenhøjde en med række af personer i forskellige aldre. Som værket udfolder sig, ser man hver enkelt person i en tilstand af intens—men rolig—sorg.

## Soloudstillinger
- 1973 "New Video Work," Everson Museum of Art, Syracuse, New York
- 1974 "Bill Viola: Video and Sound Installations," The Kitchen Center, New York
- 1979 "Projects: Bill Viola," The Museum of Modern Art, New York
- 1983 "Bill Viola," ARC, Musée d'Art Moderne de la ville de Paris, Frankrig
- 1985 "Summer 1985," Museum of Contemporary Art, Los Angeles
- 1985 "Bill Viola," Moderna Museet, Stockholm, Sverige
- 1987 "Bill Viola: Installations and Videotapes," The Museum of Modern Art, New York
- 1988 "Bill Viola: Survey of a Decade," Contemporary Arts Museum, Houston, Texas
- 1989 "Bill Viola," Fukui Prefectural Museum of Art, Fukui City, Japan, del af tredje Fukui International Video Biennale.
- 1990 "Bill Viola: The Sleep of Reason," Fondation Cartier pour l'Art Contemporain, Jouy-en-Josas, Frankrig
- 1991 "Bill Viola: The Passing," South London Gallery, London, England
- 1992 "Bill Viola: Nantes Triptych," Chapelle de l'Oratoire, Musée des Beaux-Arts, Nantes, Frankrig
- 1992 "Bill Viola," Donald Young Gallery, Seattle, Washington (fem installationer)
- 1992 "Bill Viola: Two Installations," Anthony d'Offay Gallery, London, England
- 1992 "Bill Viola. Unseen Images," Stadtische Kunsthalle Düsseldorf, Düsseldorf, Tyskland. Rejste til: Moderna Museet, Stockholm, Sverige (1993); Museo Nacional Centro de Arte Reina Sofia, Madrid, Spanien (1993); Cantonal Museum of Fine Arts, Lausanne, Schweiz (1993); Whitechapel Art Gallery, London, England (1993), Tel Aviv Museum of Art, Israel (1994)
- 1994 "Bill Viola: Stations," American Center inaugural opening, Paris, Frankrig
- 1994 "Bill Viola: Território do Invisível/Site of the Unseen," Centro Cultural/Banco do Brazil, Rio de Janeiro, Brasilien
- 1995 "Buried Secrets," United States Pavilion, 46th Venice Biennale, Venedig, Italien. Travels to Kestner-Gesellschaft, Hannover, Tyskland (1995); Arizona State University Art Museum (1996)
- 1996 "Bill Viola: New Work," Savannah College of Art and Design, Savannah, Georgia (installation)
- 1996 "Bill Viola: The Messenger," Durham Cathedral, Visual Arts UK 1996, Durham, England. Travels to South London Gallery, London, England (1996); Video Positiva-Moviola, Liverpool, England; The Fruitmarket Gallery, Edinburgh, Scotland; Oriel Mostyn, Llandudno, Wales; The Douglas Hyde Gallery, Trinity College, Dublin, Ireland (1997); La Chapelle Saint Louis de la Salpetriere, Paris
- 1997 “Bill Viola: Fire, Water, Breath,” Guggenheim Museum (SoHo), New York
- 1997 “Bill Viola: A 25-Year Survey” organized by the Whitney Museum of American Art (catalogue). Travels to Los Angeles County Museum of Art; Whitney Museum of American Art, New York (1998); Stedelijk Museum, Amsterdam (1998) (catalogue); Museum für Moderne Kunst, Frankfurt, Germany (1999); San Francisco Museum of Modern Art, California (1999); Art Institute of Chicago, Illinois (1999–2000)
- 2000 “The World of Appearances,” Helaba Main Tower, Frankfurt, Tyskland (permanent installation)
- 2000 “Bill Viola: New Work,” James Cohan Gallery, New York
- 2000 “Bill Viola: Stations,” ZKM Karlsruhe, Tyskland
- 2001 “Bill Viola: Five Angels for the Millennium,” Anthony d'Offay Gallery, London
- 2002 "Bill Viola: Going Forth By Day," Deutsche Guggenheim, Berlin
- 2003 "Bill Viola: The Passions," Getty Museum, Los Angeles
- 2003 "Bill Viola," Kukje Gallery, Seoul
- 2003 "Bill Viola: Five Angels for the Millennium," Ruhrtriennale, Gasometer, Oberhausen, Tyskland
- 2003 "Bill Viola: The Passions," National Gallery, London
- 2004 "Bill Viola: Temporality and Transcendence," Guggenheim, Bilbao, Spanien
- 2005 "Bill Viola: The Passions," Fundación "la Caixa," Madrid, Spanien
- 2005 "Bill Viola Visions," ARoS Aarhus Kunstmuseum, Aarhus
- 2005 "Bill Viola," James Cohan Gallery, New York, USA
- 2005 "Tristan und Isolde," fully staged opera premiere at the Opéra National de Paris, Frankrig
- 2006 "Bill Viola – Video", 2006 Recipient of the NORD/LB Art Prize, Kunsthalle Bremen, Bremen, Tyskland
- 2006 "LOVE/DEATH The Tristan Project," Haunch of Venison (two venues), London, UK
- 2007 "Bill Viola: Hatsu-Yume (First Dream)", Mori Art Museum, Tokyo, Hyōgo Prefectural Art Museum, Kobe, Japan, including the 56-minute title piece and many works from the artist's private collection.
- 2007 "Bill Viola: Four hands (2001), Kilkenny Arts Festival, Irland.
- 2007 "Ocean without a shore", San Gallo Church, Venedig, Italien.
- 2008 "Bill Viola: Hatsu-Yume (First Dream)", [CACMalaga], Spanien.
- 2008 "Visioni interiori", Palazzo delle Esposizioni, Rom, Italien.
- 2008-9 "Bill Viola: Ocean without a shore", National Gallery of Victoria, Australien.
- 2009 "Bill Viola: Intimate work", Museum De Pont, Tilburg, Nederlandene.
- 2010-11 "Bill Viola: The Raft", Australian Centre for the Moving Image (ACMI) and Kaldor Public Art Projects, Australien.
- 2011-12 "The Crossing," SCAD Museum of Art, Savannah, Georgia.
- 2012 "Bill Viola: Reflections", Villa Panza, Varese, Italien.
- 2013 "Bill Viola: Three Women", Puertas de Castilla, Murcia, Spanien.
- 2017 "Rinascimento Elettronico", Strozzi Palace and other museums, Florence, Italien.